# Бадия Тедалда
Бадѝя Теда̀лда (на италиански: Badia Tedalda) е село и община в централна Италия, провинция Арецо, регион Тоскана. Разположено е на 700 m надморска височина. Населението на общината е 1070 души (към 2010 г.).
Интерес представлява църквата „Свети Архангел Михаил“, където в олтара и балдахина има уникална остъклена керамика „робиана“ (името идва от създателя ѝ Лука дела Робия).